# Debora Vivarelli
Debora Vivarelli (Bolzano, 28 gennaio 1993) è una tennistavolista italiana.

## Carriera
Si è qualificata per le olimpiadi di Tokyo 2020, grazie alla sua posizione nel ranking mondiale, unica atleta azzurra nella specialità: l'Italia mancava da Londra 2012, quando a qualificarsi furono Mihai Bobocica e Wenling Tan Monfardini.

## Vita privata
Viene da una famiglia di tennistavolisti: la madre, ex giocatrice, dirige la società per cui gioca, l'ASV Eppan Tischtennis di Appiano sulla Strada del Vino, la sorella maggiore è allenatrice, ed il padre e la sorella minore praticano ancora lo sport.
È sentimentalmente legata a Gianluca Vallini, portiere di hockey su ghiaccio, che ha sposato nel 2021.